# Маресевский сельсовет (Краснооктябрьский район)
Маресевский сельсове́т — сельское поселение в составе Краснооктябрьского района Нижегородской области. Административный центр — село Маресево.

## История
Статус и границы сельского поселения установлены Законом Нижегородской области от 15 июня 2004 года № 60-З «О наделении муниципальных образований - городов, рабочих посёлков и сельсоветов Нижегородской области статусом городского, сельского поселения».

## Население
| 2002 | 2010 | 2012 | 2013 | 2014 | 2015 | 2016 |
| ---- | ---- | ---- | ---- | ---- | ---- | ---- |
| 494  | ↘415 | ↘401 | ↘386 | ↘378 | ↘362 | ↘353 |
| 2017 | 2018 | 2019 | 2020 | 2021 |      |      |
| ↘348 | ↘339 | ↘325 | ↘311 | ↘247 |      |      |

## Состав сельского поселения
| № | Населённый пункт | Тип населённого пункта       | Население |
| - | ---------------- | ---------------------------- | --------- |
| 1 | Ждановка         | деревня                      | ↘164      |
| 2 | Маресево         | село, административный центр | ↘251      |